# Pelodytidae
Los pelodítidos (Pelodytidae) son una familia de anfibios incluida en el orden de los anuros. Es una familia relativamente antigua incluida en el grupo de los arqueobatracios o anfibios primitivos. Sus tres especies se distribuyen por el sudoeste de Europa y el Cáucaso.

## Géneros
Se reconocen los siguientes según ASW:
- Pelodytes Bonaparte, 1838 (tipo) (3 sp.)

Además, se conocen los siguientes géneros fósiles:
- †Propelodytes Weitzel, 1938
- †Miopelodytes Taylor, 1941